# Estação Seishin-Chuo
Seishin-Chuo é uma das estações terminais da linha Seishin-Yamate do metro de Kobe, no Japão.